# Дурино (Березники)
Дурино — микрорайон в городе Березники Пермского края России.

## География
Микрорайон расположен на расстоянии приблизительно 7 км к северо-востоку от основной части города.

### Уличная сеть
Центральной магистралью микрорайона является улица Горная. Параллельно ей проложены улицы Болотная, Дружбы и Профсоюзная, а перпендикулярно улицы Почтовая, Карьерная и Ключевой переулок.

## История
В деревне на 1869 год (тогда Дурина) насчитывалось 9 дворов (42 жителя), в 1909 — 14 (79 жителей). В 1962 году рассматривался вопрос переименования деревни в поселок Благодатный, но данный вопрос не был решен, так как к тому времени деревня уже не являлась отдельным населенным пунктом. В состав Березников деревня вошла в конце 1940-х годов. 

## Инфраструктура
Личное подсобное хозяйство с зоной сельскохозяйственного использования, индивидуальная застройка усадебного типа.
Дурино является типичным пригородным дачным поселком.

## Достопримечательности
В начале 1990-х годов у микрорайона обустроили Тихвинский источник, куда из Березников несколько раз организовывали крестный ход.

## Транспортное сообщение
В Дурино заходит городской автобус 15 маршрута.